# Sagopalmfarne
Die Sagopalmfarne (Cycas), auch Cycas-Palmfarne genannt, sind die einzige Gattung der Pflanzenfamilie der Cycadaceae innerhalb der Abteilung der Palmfarne (Cycadophyta). Die 90 bis 108 Arten haben ihre Areale in tropischen bis subtropischen Gebieten der Alten Welt und auf Pazifischen Inseln einschließlich Australien. Aus den Stämmen von zwei Arten, Cycas revoluta und Cycas circinalis, wird in Ostasien das sogenannte falsche Sago gewonnen, während das echte Sago vor allem von der – nicht verwandten – Sagopalme stammt.

## Beschreibung

### Vegetative Merkmale
Cycas-Arten sind langlebige, ausdauernde Pflanzen. Meistens sind die Stämme unverzweigt. Die Arten werden sehr unterschiedlich groß. Die größten Arten sind Cycas angulata, die Wuchshöhen bis 12 Metern und Stammdurchmesser von bis zu 40 Zentimetern erreicht, und Cycas thouarsii, die bei Wuchshöhen von bis zu 10 Metern Stammdurchmesser bis 45 Zentimeter erreicht.
Wenn die Blätter abgeworfen werden, bleiben am Stamm die Blattnarben als deutliche Marken erhalten. Junge Teile der Pflanzen sind behaart.
Typisch sind die fiedrigen Blattwedel, die Farnwedeln sehr ähnlich sehen. Anders als Palmwedel sind die Wedel bei den Palmfarnen aber gabelnervig (dichotom). Anfangs sind die Wedel, den Farnen ähnlich, eingerollt. Es werden auch Niederblätter, abwechselnd mit den Blattwedeln, gebildet. Am Stamm werden die Blätter schraubig gebildet. Meistens bildet sich ein Kranz von neuen Blättern gleichzeitig, meistens einmal pro Jahr, je älter die Pflanze umso mehr neue Blätter pro Jahr. Die Fiederblätter haben einen Hauptnerv und nie Seitennerven.

### Generative Merkmale

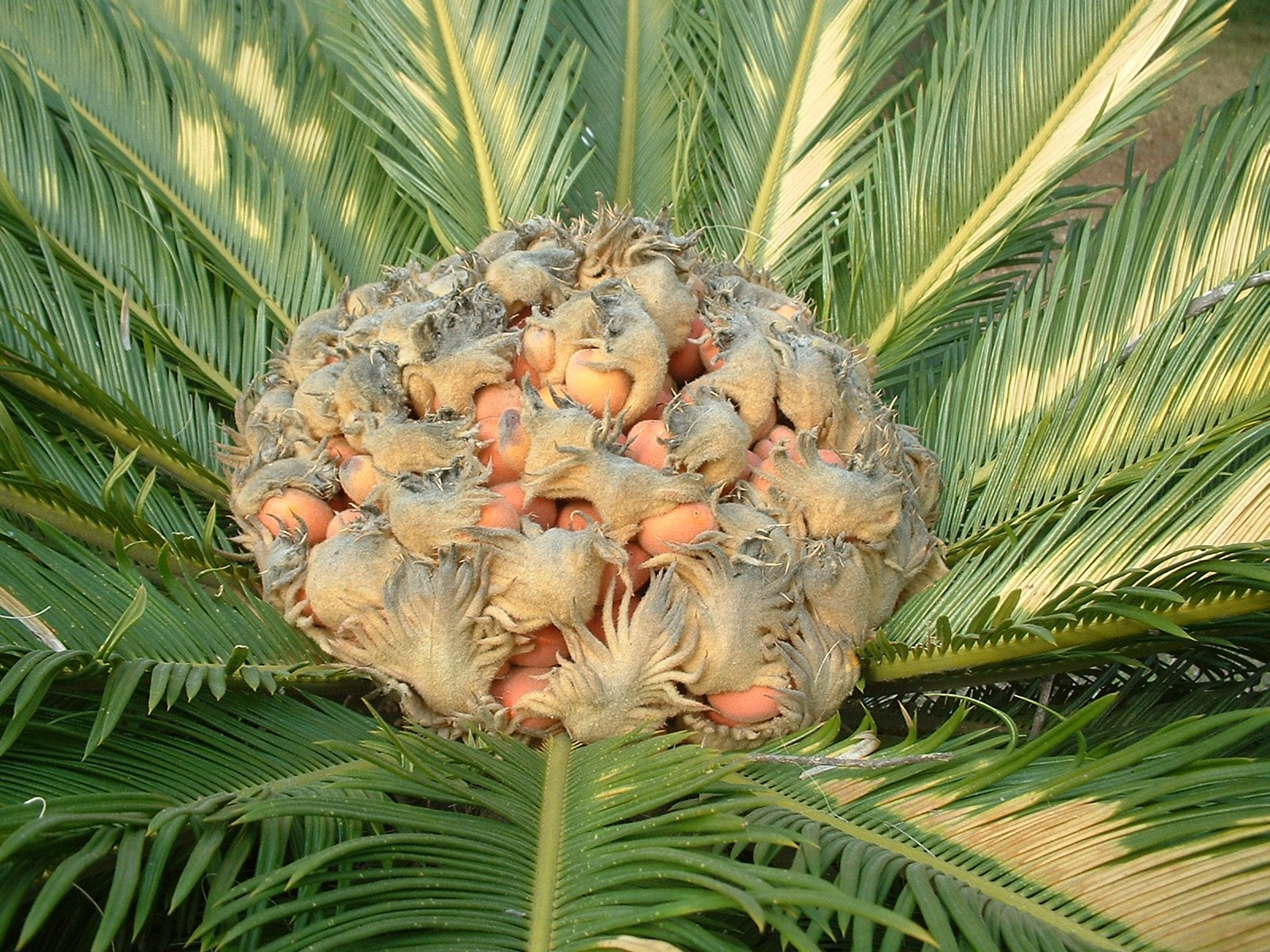
Weibliche fertile Blätter von Cycas revoluta mit Samen

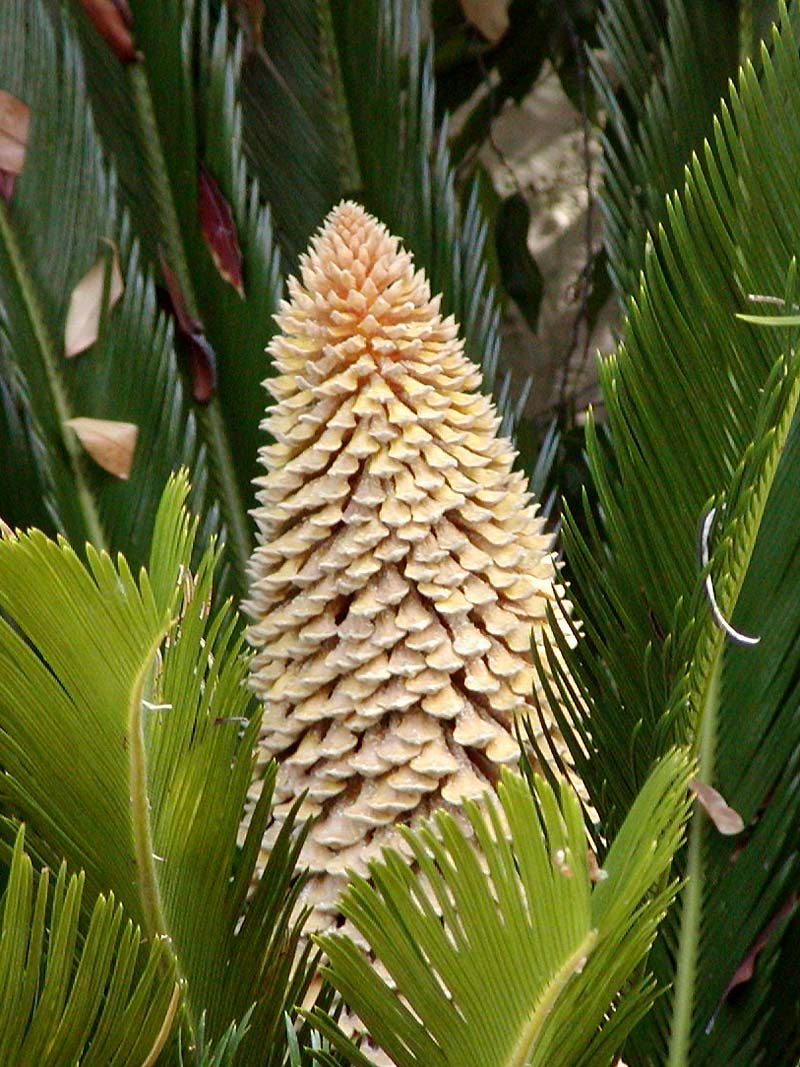
Männlicher Zapfen von Cycas revoluta

Cycas-Arten sind zweihäusig getrenntgeschlechtig (diözisch). Bei allen Arten der Familie der Cycadaceae (= Gattung Cycas), haben nur die männlichen Pflanzenexemplare zapfenförmige Blütenstände (Sporophyllstände) (Unterschied zu den anderen Cycadophyta). Die weiblichen Pflanzenexemplare haben umgeformte (fertile) Blätter, die in einem Kranz an der Spitze der Pflanze abwechselnd mit den Laubblättern gebildet werden – an den Rändern dieser fertilen Blätter (Sporophylle) stehen einzelne Samenanlagen. Nach der Befruchtung bilden sich dann die Samen am Rand dieser fertilen Blätter. Bemerkenswert ist die Ähnlichkeit der weiblichen fertilen Blätter mit der Art, wie Farne ihre Sporenanlagen angeordnet haben.

## Ökologie
In der Wurzel von Cycas-Arten leben stickstofffixierende Cyanobacteria der Ordnung Nostocales als Endosymbionten. Es ist die einzige bei Gymnospermen bekannte Symbiose dieser Art. Die Pflanze produziert einen besonderen Wurzeltyp, die „coralloiden“ Wurzeln, speziell zur Aufnahme der Blaualgen. Die Aufnahme erfolgt durch Infektion von außen, aus dem Boden. Als Symbiont wird meist die Gattung Nostoc genannt, tatsächlich sind aber wohl weitere Arten beteiligt.

## Standorte
Die Habitate der Cycas-Arten variieren stark: Sie gedeihen von der Küste und küstennahen Ebenen bis in Bergregionen. Viele Arten wachsen in Wäldern, wenige in Savannen und viele an Felshängen und vegetationsarmen Stellen. Einige Arten leben in Gebieten mit häufigen Waldbränden. Einige Arten in ariden Gebieten sind saisongrün, das heißt, sie sind ohne Blätter in der Trockenzeit. Einige Arten mit einer Hauptverbreitung an Küsten haben Samen, die auf dem Wasser treiben können, solche Arten haben oft ein großes Areal.

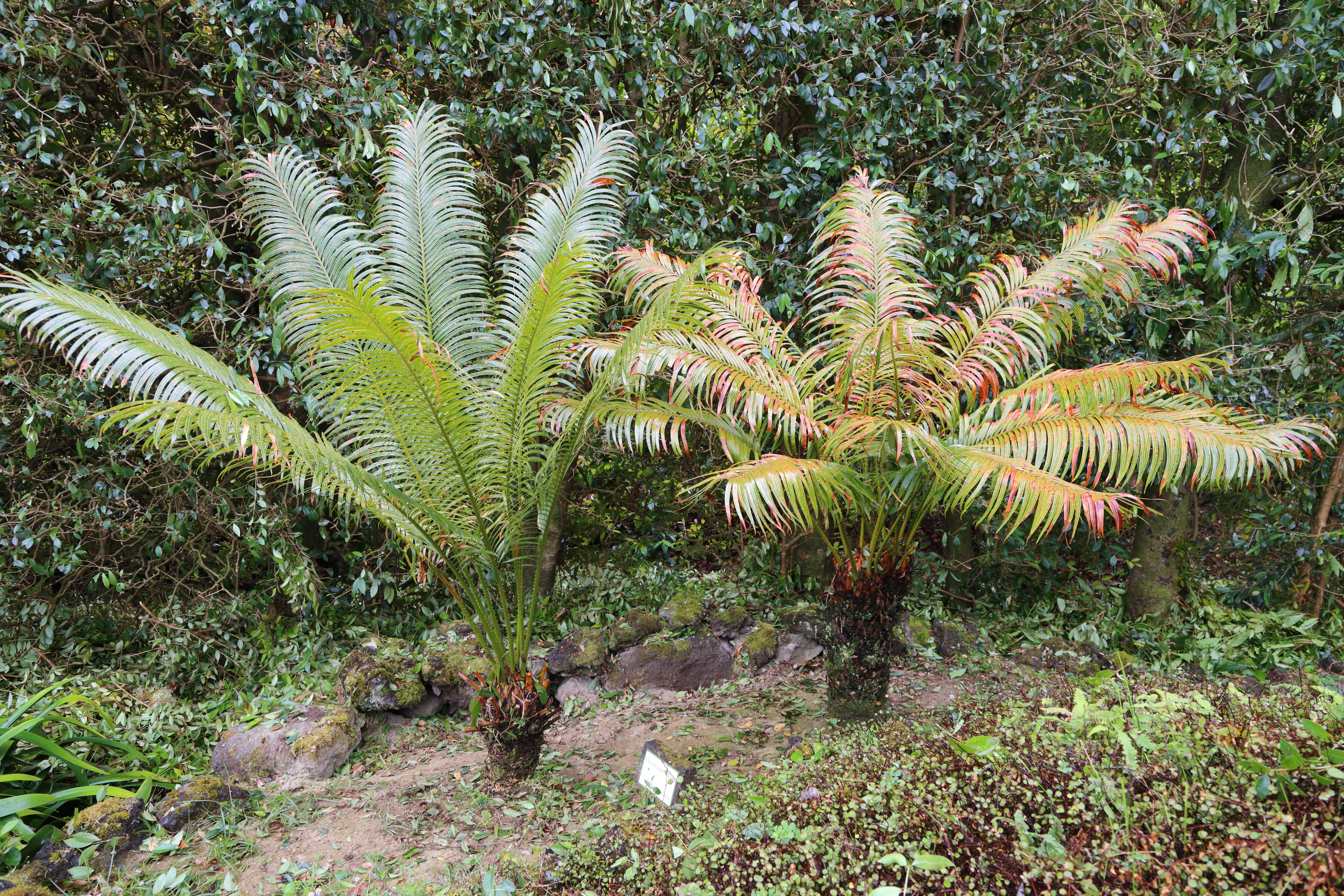
Cycas bougainvilleana

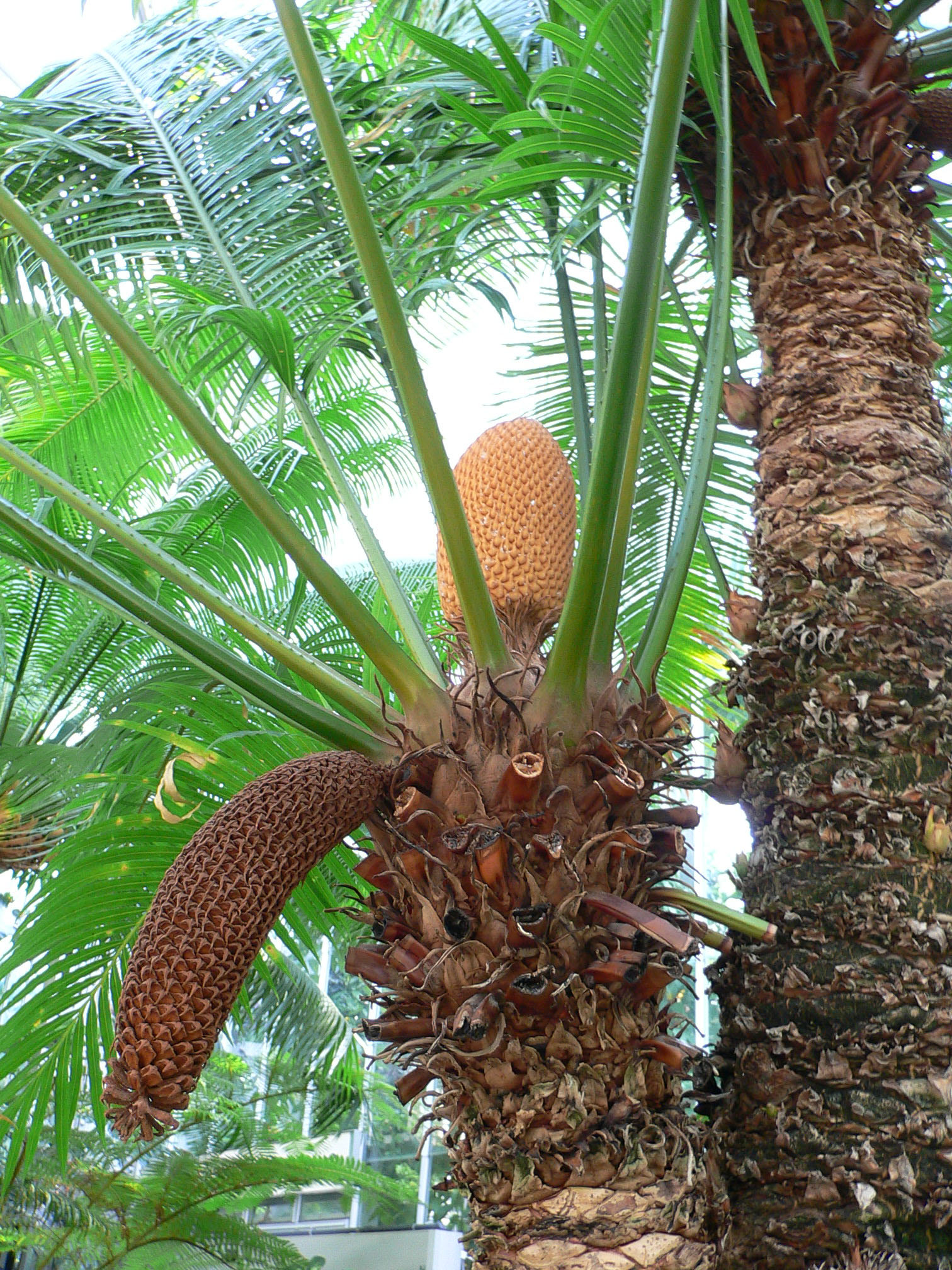
Männliche Pflanze von Cycas circinalis mit jungen und alten Zapfen

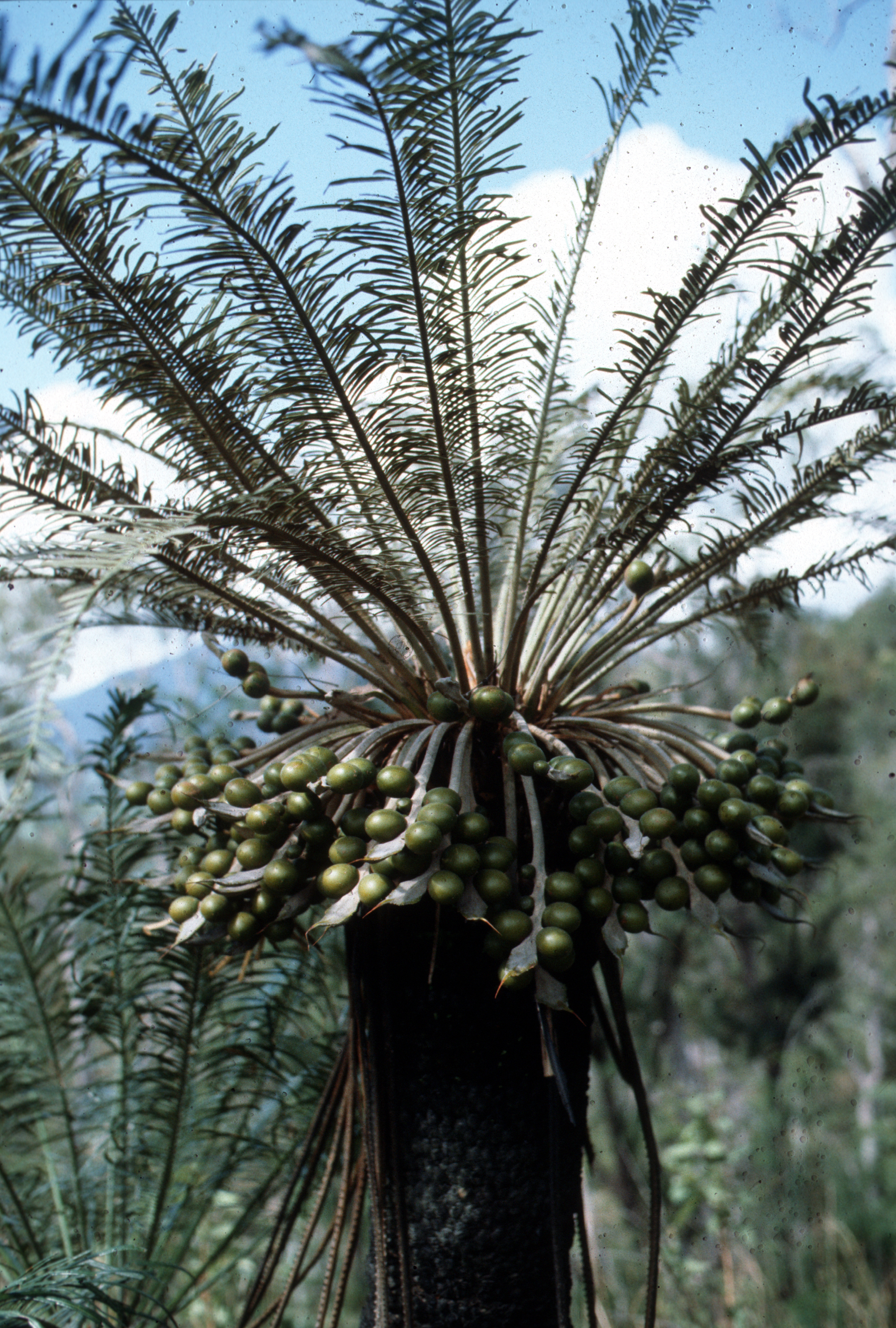
Cycas media

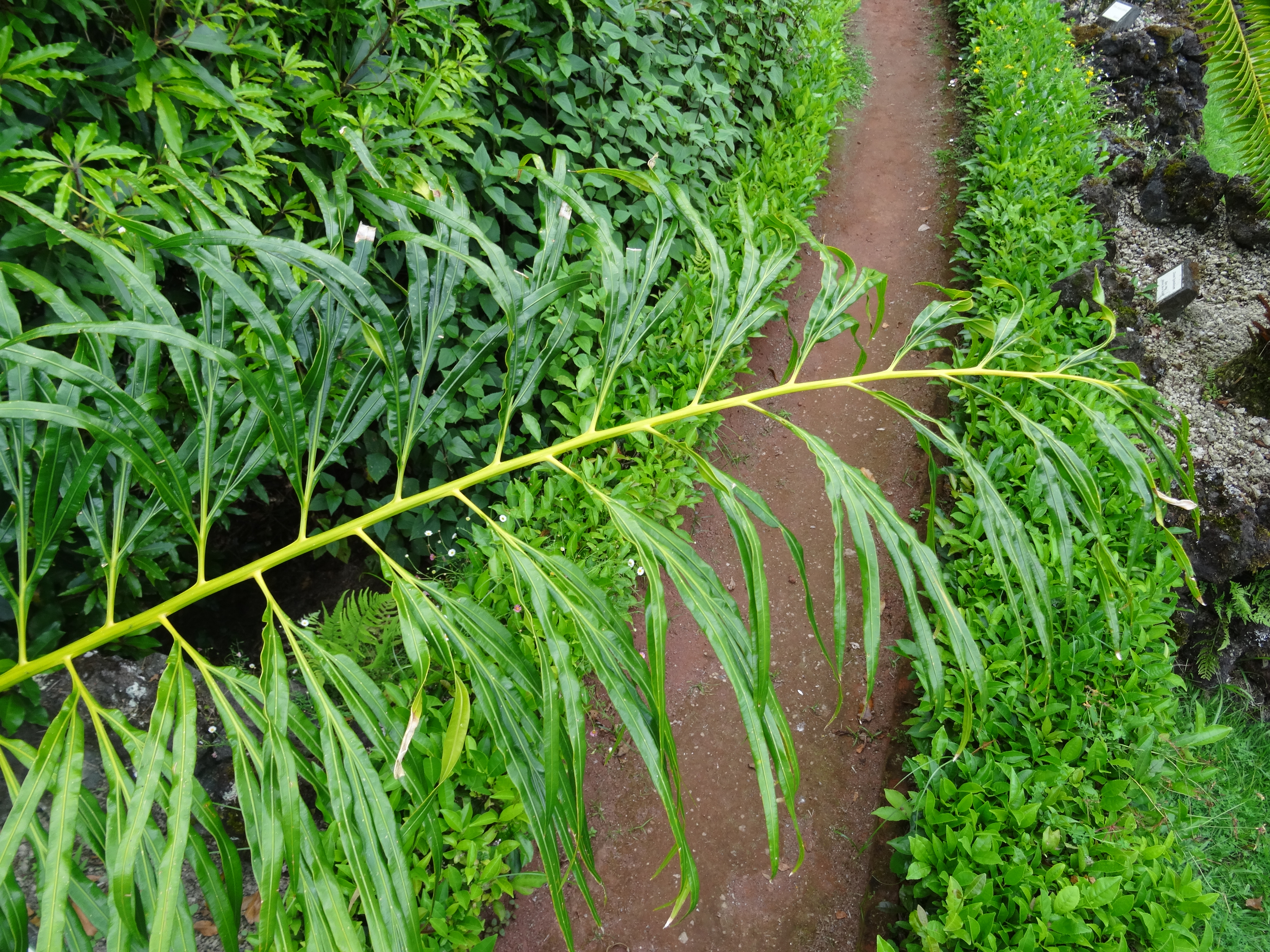
Cycas multipinnata

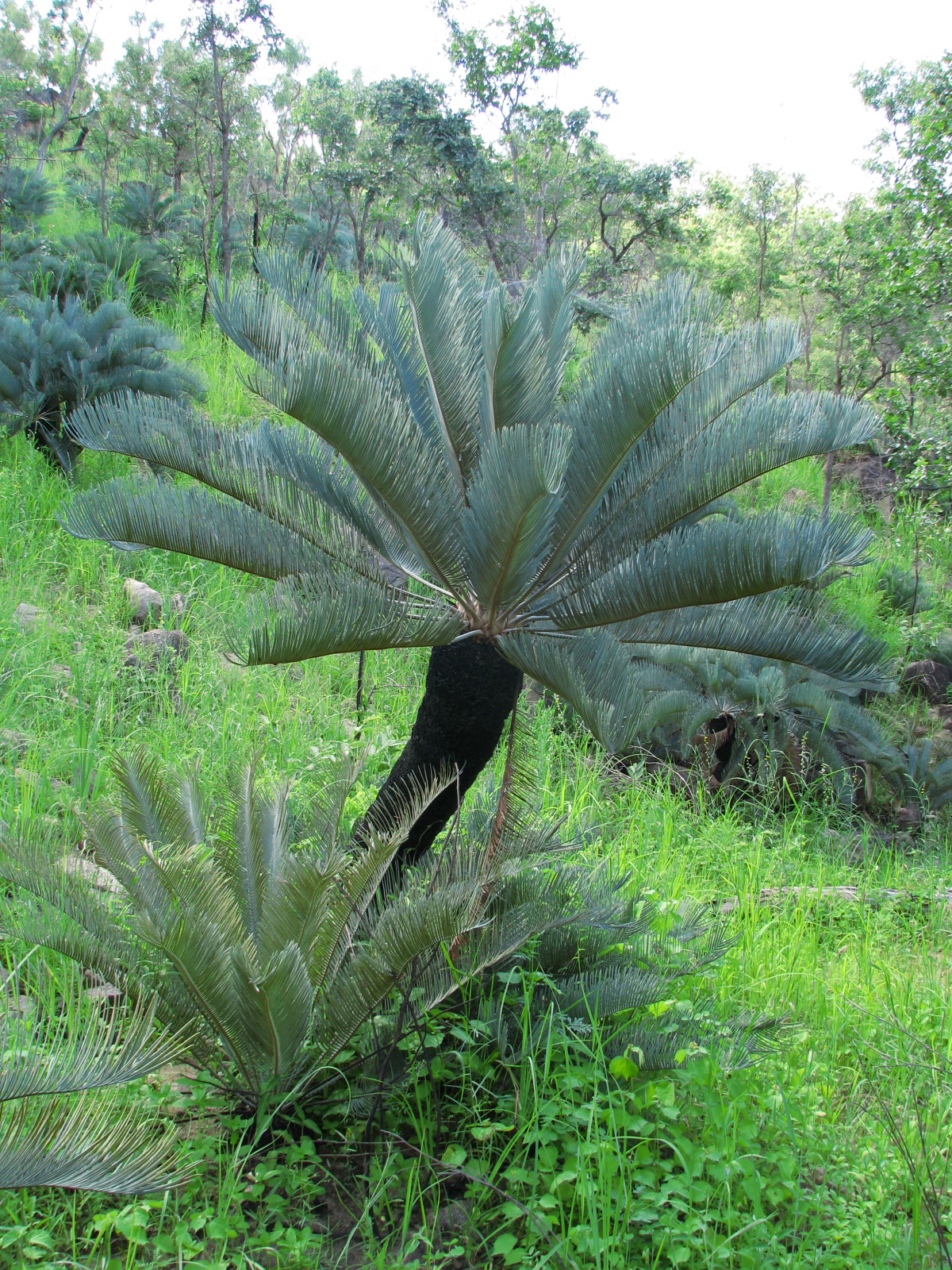
Cycas platyphylla

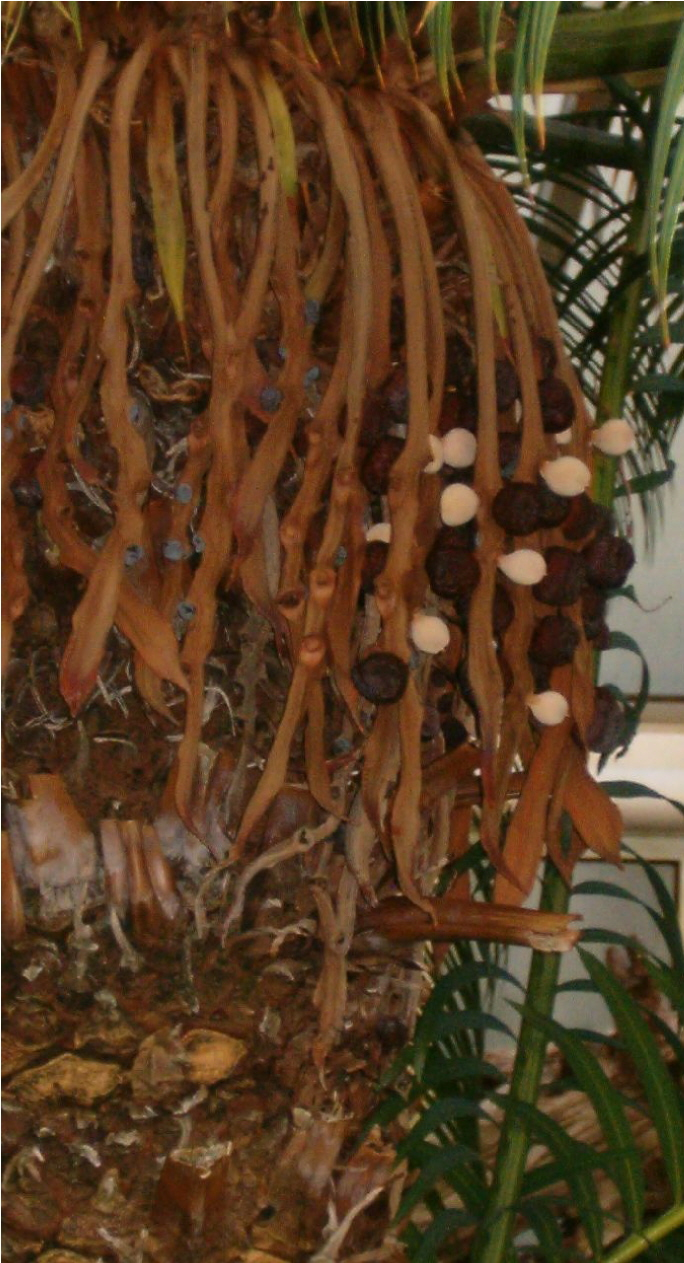
Weibliche Pflanze von Cycas rumphii mit fertilen Blättern und Samen

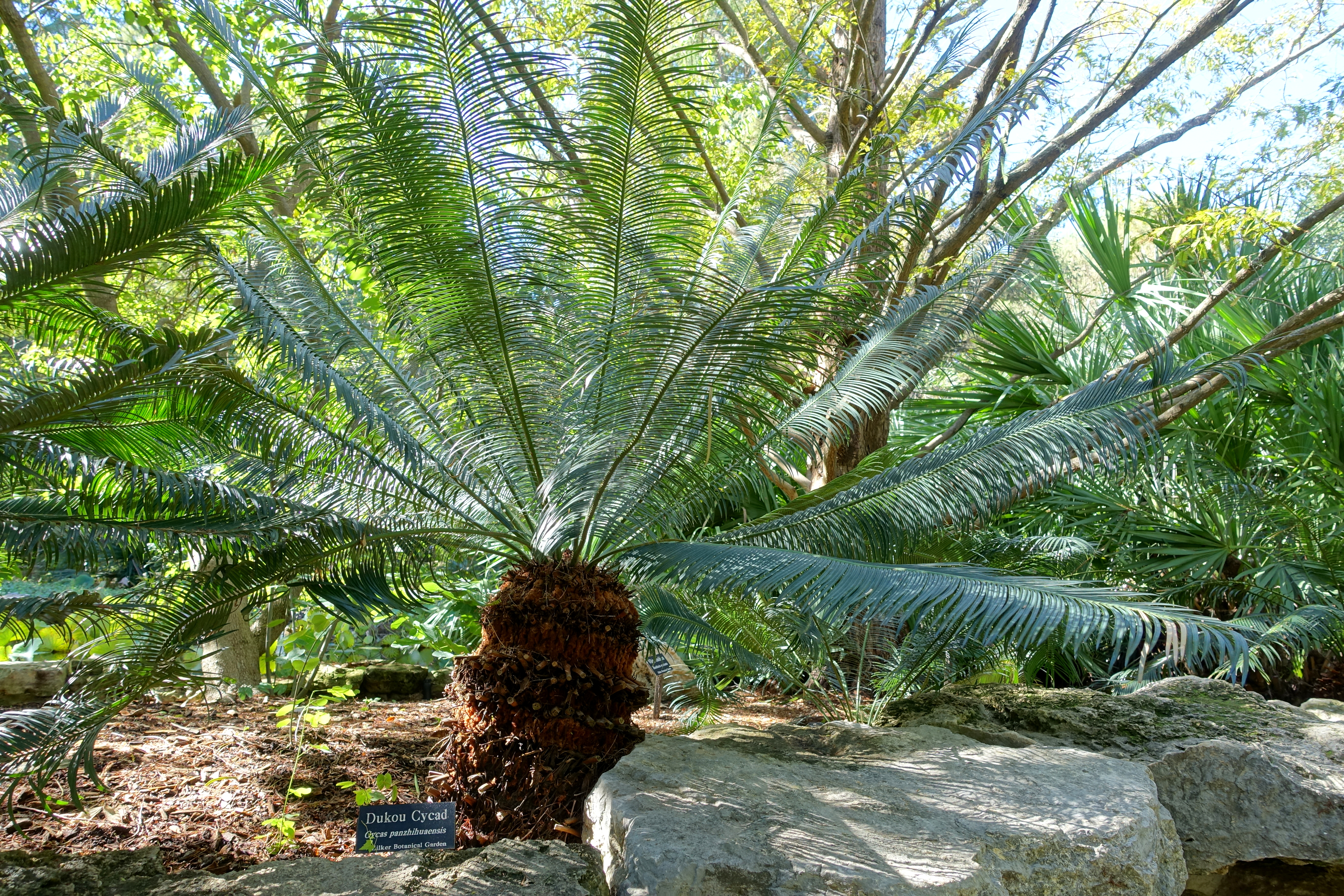
Thailändischer Sagopalmfarn (Cycas siamensis)

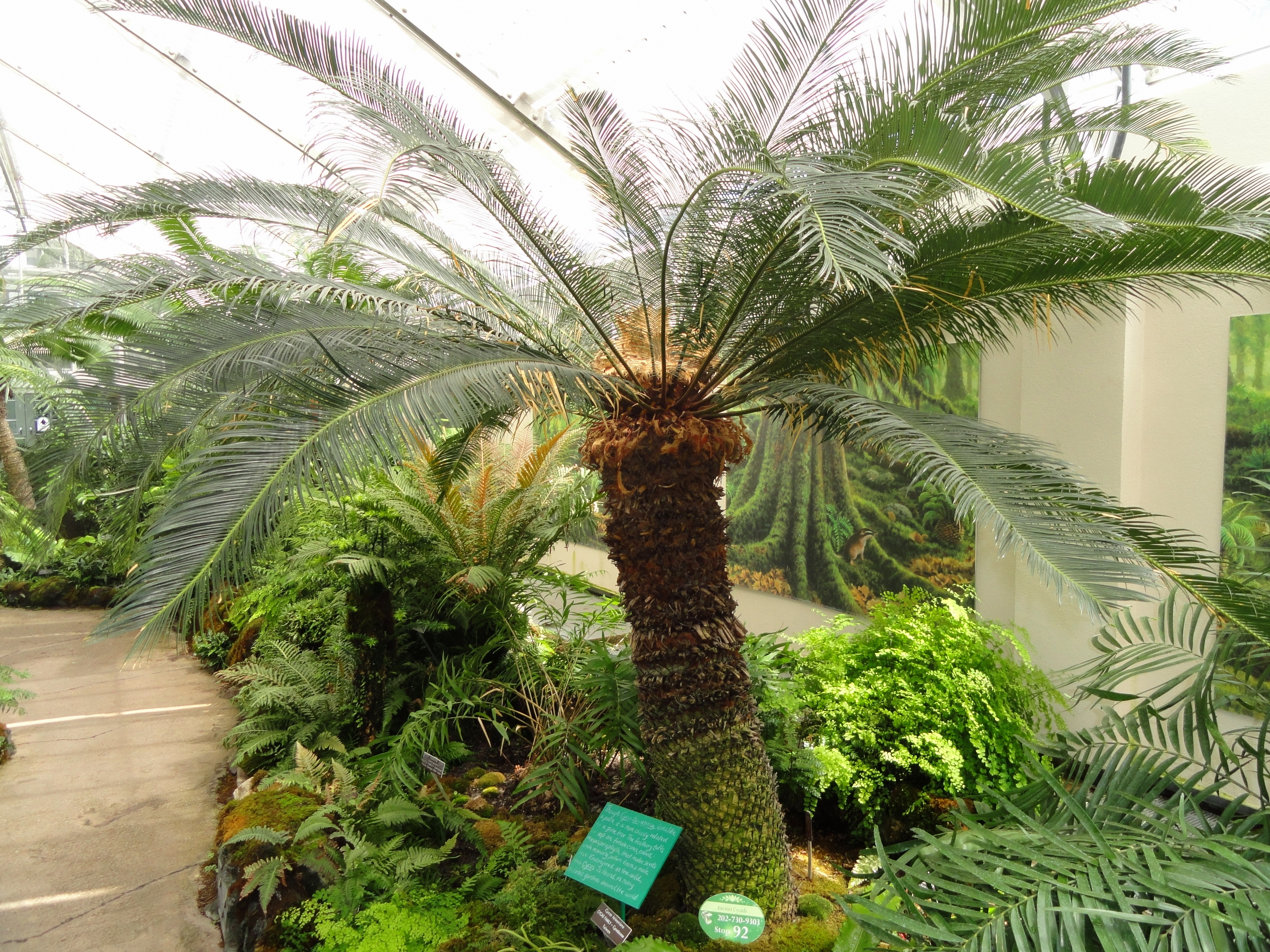
Cycas taiwaniana

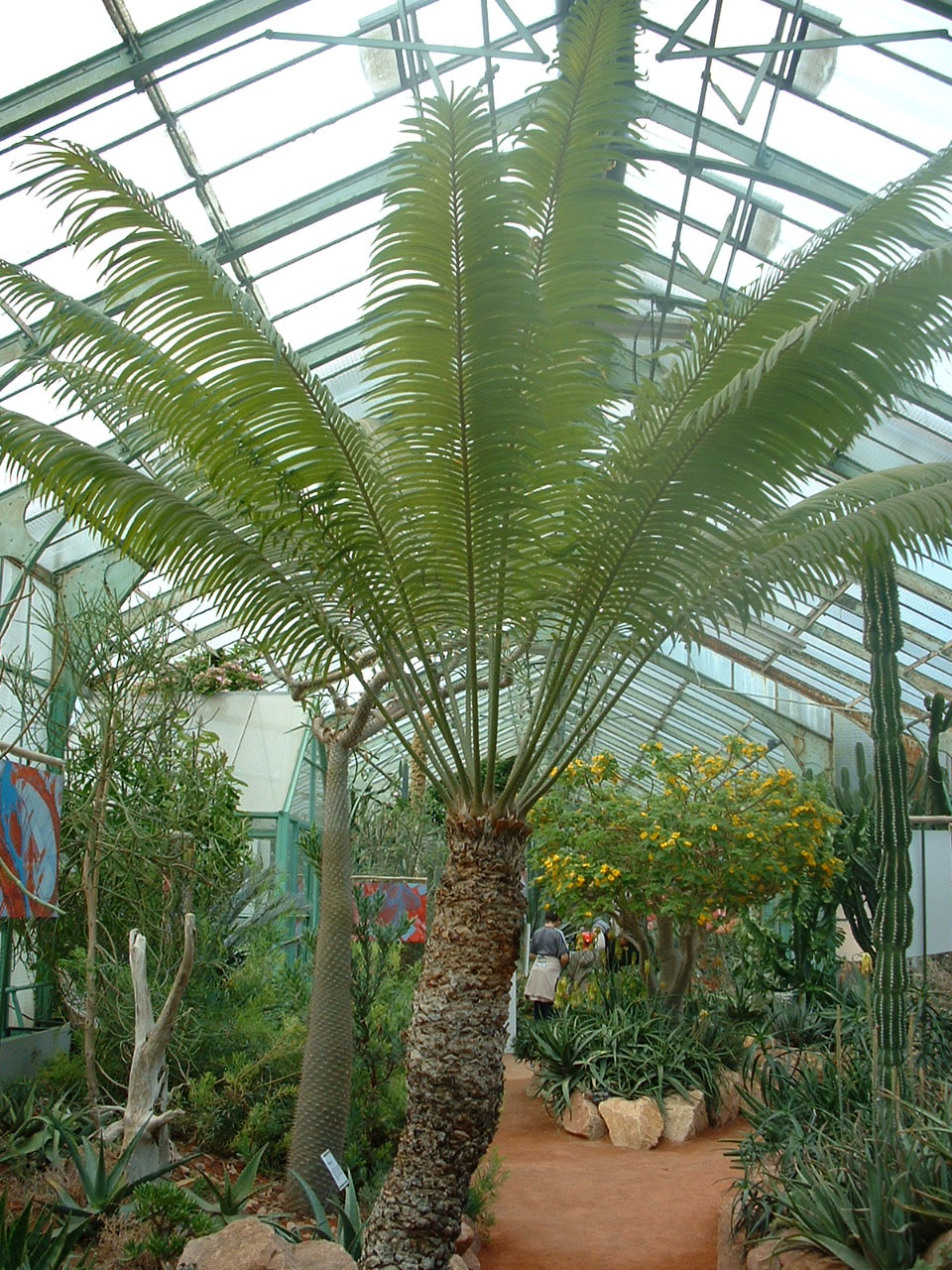
Habitus von Cycas thouarsii mit Stamm und Blättern

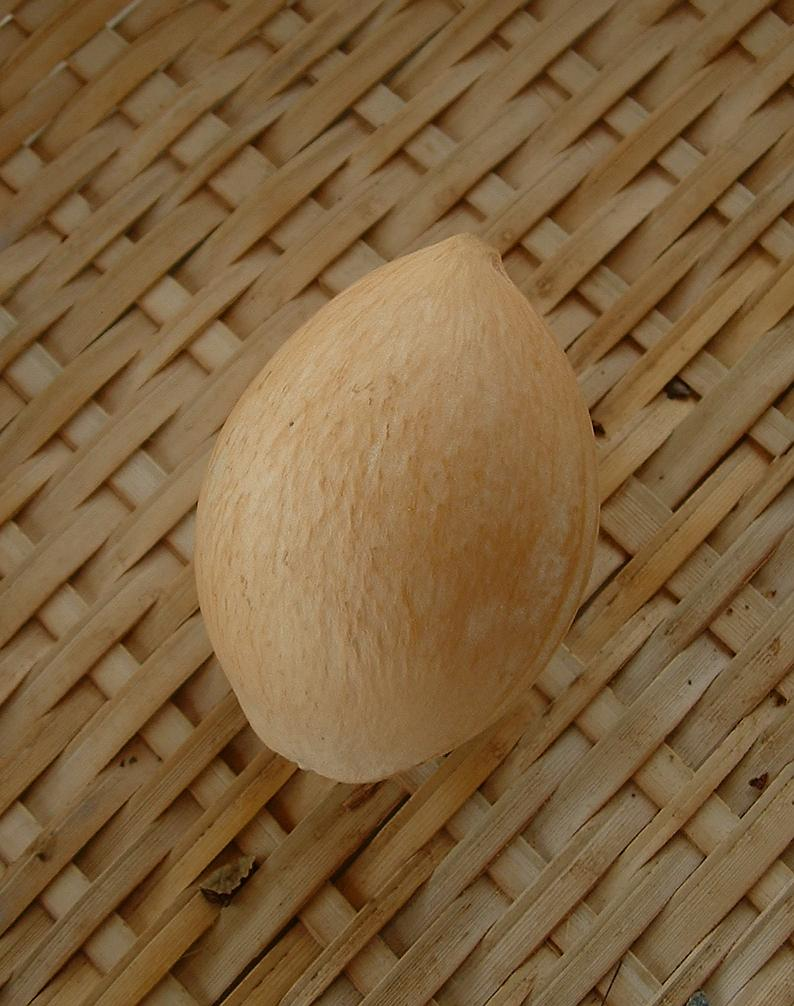
Same von Cycas thouarsii

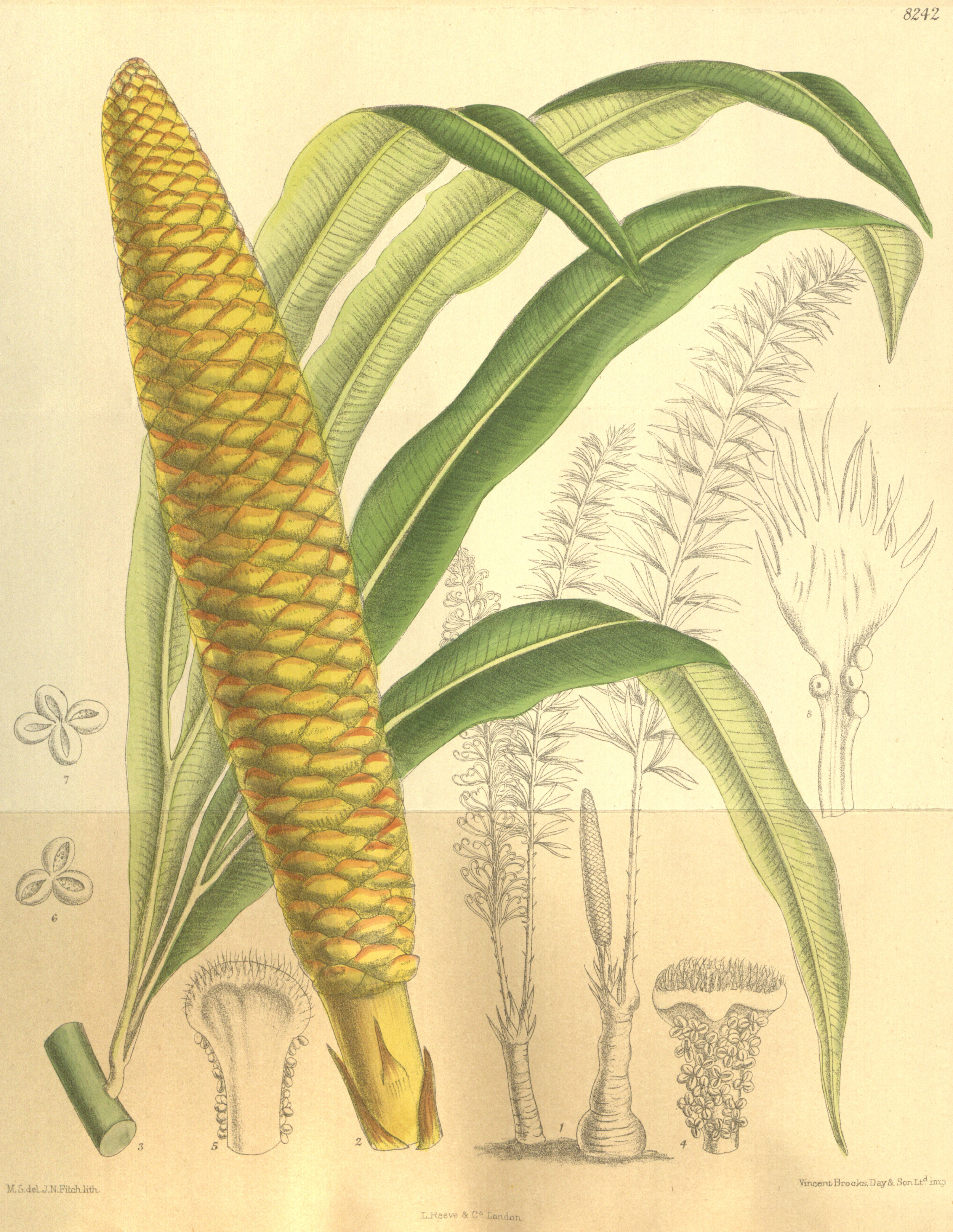
Illustration von Cycas micholitzii

## Verbreitung und Systematik
Cycas-Arten haben ihre Areale in tropischen bis subtropischen Gebieten der Alten Welt und den Pazifischen Inseln einschließlich Australien. Wichtige Heimatgebiete sind Südostasien, südliches China, Malaysia, tropische Bereiche Australiens, Ozeanien, Japan, Afrika und Madagaskar.
In der Gattung der Sagopalmfarne (Cycas L.) gibt 90 bis 108 Arten:
- Cycas aculeata K.D.Hill & H.T.Nguyen: Sie wurde 2004 aus dem südöstlichen Vietnam  erstbeschrieben.[3]
- Cycas aenigma K.D.Hill & A.Lindstr.: Sie wurde 2008 von der philippischen Insel Palawan erstbeschrieben.[3]
- Cycas angulata R.Br.: Die Heimat ist Australien.[3]
- Cycas annaikalensis Rita Singh & P.Radha: Sie wurde 2006 aus dem indischen Bundesstaat Kerala erstbeschrieben.[3]
- Cycas apoa K.D.Hill: Sie kommt im nördlichen Neuguinea vor.[3]
- Cycas arenicola K.D.Hill: Dieser Endemit kommt nur im nördlichen Teil des australischen Bundesstaates Northern Territory vor.[3]
- Cycas armstrongii Miq.: Dieser Endemit kommt nur im nördlichen Teil des australischen Bundesstaates Northern Territory vor.[3]
- Cycas arnhemica K.D.Hill: Die drei Unterarten kommen nur im nördlichen Teil des australischen Bundesstaates Northern Territory vor.[3]
- Cycas badensis K.D.Hill: Dieser Endemit kommt nur im nördlichen Teil des australischen Bundesstaates Queensland vor.[3]
- Cycas balansae Warb.: Sie kommt vom südöstlichen chinesischen Autonomen Gebiet Guangxi bis ins nördliche Vietnam vor.[3]
- Cycas basaltica C.A.Gardner: Dieser Endemit kommt nur im nördlichen Teil des australischen Bundesstaates Western Australia vor.[3]
- Cycas beddomei Dyer: Die Heimat ist das südliche Indien.[3]
- Cycas bifida (Dyer) K.D.Hill: Sie kommt von den chinesischen Provinzen Yunnan und westliches Guangxi bis ins nördliche Vietnam vor.[3]
- Cycas bougainvilleana K.D.Hill: Sie kommt vom Bismarck-Archipel bis zu den Salomonen vor.[3]
- Cycas brachycantha K.D.Hill: Sie wurde 2004 aus dem nördlichen Vietnam erstbeschrieben.[3]
- Cycas brunnea K.D.Hill: Sie kommt vom nordöstlichen Northern Territory bis ins nordwestliche Queensland vor.[3]
- Cycas cairnsiana F. Muell.: Die Heimat ist Queensland.[3]
- Cycas calcicola Maconochie: Dieser Endemit kommt nur im nördlichen Teil des australischen Bundesstaates Northern Territory vor.[3]
- Cycas campestris K.D.Hill: Sie kommt in Papua-Neuguinea vor.[3]
- Cycas canalis K.D.Hill: Dieser Endemit kommt nur im nordwestlichen Teil des australischen Bundesstaates  Northern Territory vor.[3]
- Cycas candida K.D.Hill: Sie wurde 2004 aus dem nordöstlichen Queensland erstbeschrieben.[3]
- Cycas cantafolia Jutta, K.L.Chew & Saw: Sie wurde 2010 aus Malaysia erstbeschrieben.[3]
- Cycas chamaoensis K.D.Hill: Ihre Heimat ist das südöstliche Thailand.[3]
- Cycas changjiangensis N.Liu: Sie kommt nur auf Hainan vor.[3]
- Cycas chenii X.Gong & Wei Zhou: Sie wurde 2015 aus Yunnan erstbeschrieben.[3]
- Cycas chevalieri Leandri: Die Heimat ist das zentrale Vietnam.[3]
- Eingerollter Sagopalmfarn[4] (Cycas circinalis L.): Die engere Heimat der Art ist das südliche Indien.[3] Weitere früher als Varietäten der Art hierhergestellte Sippen werden heute meist als eigene Unterarten oder Arten angesehen.[3]
- Cycas clivicola K.D.Hill: Sie kommt von Indochina bis Malaysia vor.[3]
- Cycas collina K.D.Hill, H.T.Nguyen & P.K.Lôc: Sie wurde 2004 aus dem nördlichen Vietnam erstbeschrieben.[3]
- Cycas condaoensis K.D.Hill & S.L.Yang: Sie wurde 2004 von den vietnamesischen Inseln Côn Đảo erstbeschrieben.[3]
- Cycas conferta Chirgwin: Dieser Endemit kommt nur im nördlichen Teil des australischen Bundesstaates Northern Territory vor.[3]
- Cycas couttsiana K.D.Hill: Die Heimat ist das nördliche und zentrale Queensland.[3]
- Cycas cupida P.I.Forst.: Sie wurde 2001 aus dem östlichen bis zentralen Queensland erstbeschrieben.[3]
- Cycas curranii (J.Schust.) K.D.Hill (Syn.: Cycas circinalis var. curranii J.Schust.): Die Heimat ist die Insel Palawan der Philippinen.[3]
- Cycas darshii R.C.Srivast. & Jana: Sie wurde 2014 von den Andamanen erstbeschrieben.[3]
- Cycas debaoensis Y.C.Zhong & C.J.Chen: Die Heimat ist das chinesische Autonome Gebiet Guangxi.[3]
- Cycas desolata P.I.Forst.: Dieser Endemit kommt nur im nordöstlichen Teil des australischen Bundesstaates Queensland vor.[3]
- Cycas diannanensis Z.T.Guan & G.D.Tao: Sie kommt in der chinesischen Provinz Yunnan vor.[3]
- Cycas distans P.I.Forst. & B.Gray: Sie wurde 2017 aus Queensland erstbeschrieben.[3]
- Cycas dolichophylla K.D.Hill, H.T.Nguyen & P.K.Lôc: Sie wurde 2004 erstbeschrieben und kommt von Yunnan bis ins nördliche Indochina vor.[3]
- Cycas edentata de Laub. (Syn.: Cycas litoralis K.D.Hill): Sie kommt von Indochina bis ins westliche und zentrale Malesien vor.[3]
- Cycas elephantipes A.Lindstr. & K.D.Hill: Sie wurde 2003 aus dem östlichen Thailand erstbeschrieben.[3]
- Cycas elongata (Leandri) D.Y.Wang: Die Heimat ist das nördliche Vietnam.[3]
- Cycas falcata K.D.Hill: Ihre Heimat ist Sulawesi.[3]
- Cycas ferruginea F.N.Wei: Das Verbreitungsgebiet reicht vom chinesischen Autonomen Gebiet Guangxi bis ins nördliche Vietnam.[3]
- Cycas fugax K.D.Hill, H.T.Nguyen & P.K.Lôc: Sie wurde 2004 aus dem nördlichen Vietnam erstbeschrieben.[3]
- Cycas furfuracea W.Fitzg.: Dieser Endemit kommt nur im nördlichen Teil des australischen Bundesstaates Western Australia vor.[3]
- Cycas glauca Miq.: Sie kommt auf den Sundainseln Sumba und Timor vor.[3]
- Cycas guizhouensis K.M.Lan & R.F.Zou: Sie kommt in den chinesischen Provinzen Guizhou, Guangxi und Yunnan vor.[3]
- Cycas hainanensis C.J.Chen: Die Heimat ist Hainan.[3]
- Cycas hoabinhensis P.K.Lôc & H.T.Nguyen: Sie wurde 2004 aus dem nördlichen Vietnam erstbeschrieben.[3]
- Cycas hongheensis S.Y.Yang & S.L.Yang: Die Heimat ist Yunnan.[3]
- Cycas indica A.Lindstr. & K.D.Hill: Sie wurde 2007 aus dem indischen Bundesstaat Karnataka erstbeschrieben.[3]
- Cycas inermis Lour.: Sie kommt im östlichen Laos und im zentralen und südlichen Vietnam vor.[3]
- Cycas javana (Miq.) de Laub.: Sie kommt vom südlichen Sumatra bis Java vor.[3]
- Cycas lacrimans A.Lindstr. & K.D.Hill: Sie wurde 2008 erstbeschrieben und kommt im östlichen Teil der Philippinen-Inselgruppe Mindanao vor.[3]
- Cycas lane-poolei C.A.Gardner: Dieser Endemit kommt nur im nördlichen Teil des australischen Bundesstaates Western Australia vor.[3]
- Cycas laotica T.H.Nguyên & K.S.Nguyen: Sie wurde 2014 aus Laos erstbeschrieben.[3]
- Cycas lindstromii S.L.Yang, K.D.Hill & Hiep: Die Heimat ist das südliche Vietnam.[3]
- Cycas ×longipetiolula D.Y.Wang =  Cycas bifida × Cycas multipinnata; sie kommt in Yunnan vor.[3]
- Cycas maconochiei Chirgwin & K.D.Hill: Die drei Unterarten kommen nur im australischen Bundesstaat Northern Territory vor.[3]
- Cycas macrocarpa Griff.: Sie kommt vom nordwestlichen Laos bis Malaysia vor.[3]
- Cycas media R. Br.: Die drei Unterarten kommen nur im australischen Bundesstaat Queensland vor.[3]
- Cycas megacarpa K.D.Hill: Dieser Endemit kommt nur im östlichen Teil des australischen Bundesstaates Queensland.[3]
- Cycas micholitzii Dyer: Sie kommt vom östlichen Laos bis ins zentrale Vietnam vor.[3]
- Cycas micronesica K.D.Hill: Die Heimat sind die Inseln des nordwestlichen Pazifik.[3]
- Cycas ×multifrondis D.Y.Wang =  Cycas bifida × Cycas dolichophylla; sie kommt vom südöstlichen Yunnan bis ins nördliche Vietnam vor.[3]
- Cycas multipinnata C.J.Chen & S.Y.Yang: Sie kommt vom südlichen Yunnan bis ins nördliche Vietnam vor.[3]
- Cycas nathorstii J.Schust.: Sie kommt im südlichen Indien und im nördlichen Sri Lanka vor.[3]
- Cycas nitida K.D.Hill & A.Lindstr.: Sie kommt nur auf der Philippinen-Insel Luzon vor.[3]
- Cycas nongnoochiae K.D.Hill: Sie kommt vom nördlichen Thailand bis ins nordwestliche Laos vor.[3]
- Cycas ophiolitica K.D.Hill: Ihre Heimat ist das östliche Queensland.[3]
- Cycas orientis K.D.Hill: Dieser Endemit kommt nur im nordnordöstliche Teil des australischen Bundesstaates Northern Territory vor.[3]
- Cycas orixensis (Haines) Rita Singh & Khuraijam (Syn.: Cycas circinalis var. orixensis Haines): Sie kommt im nordöstlichen Indien vor.[3]
- Cycas pachypoda K.D.Hill: Die Heimat ist Vietnam.[3]
- Cycas panzhihuaensis L. Zhou & S.Y. Yang: Die Heimat sind die chinesischen Provinzen Sichuan und Yunnan.[3]
- Cycas papuana F.Muell.: Ihre Heimat ist das südliche Neuguinea.[3]
- Cycas pectinata Buch.-Ham.: Das Verbreitungsgebiet reicht vom Himalaja bis zum westlichen Yunnan.[3]
- Cycas petrae A.Lindstr. & K.D.Hill: Das Verbreitungsgebiet der 2003 erstbeschriebenen Art reicht vom nordöstlichen Thailand bis zum nordwestlichen Laos.[3]
- Cycas platyphylla K.D.Hill: Die Heimat ist das nördliche zentrale und nordöstliche Queensland.[3]
- Cycas pranburiensis S.L.Yang & al.: Die Heimat ist das südwestliche Thailand.[3]
- Cycas pruinosa Maconochie: Das Verbreitungsgebiet reicht vom nördlichen Western Australia bis zum nordwestlichen Northern Territory.[3]
- Cycas pschannae R.C.Srivast. & L.J.Singh (Syn.: Cycas dharmrajii L.J.Singh): Die 2015 erstbeschriebene Art kommt auf den Andamanen vor.[3]
- Japanischer Sagopalmfarn (Cycas revoluta Thunb.), Heimat: Südjapan, Riukiu-Inseln
- Cycas riuminiana Porte ex Regel: Die Heimat ist die Philippinen-Insel Luzon.[3]
- Cycas rumphii Miq.: Das Verbreitungsgebiet reicht vom südlichen Borneo bis Neuguinea und den Ashmore-Inseln.[3]
- Cycas sainathii R.C.Srivast.: Sie wurde 2014 von den Andamanen erstbeschrieben.[3]
- Cycas sancti-lasallei Agoo & Madulid: Sie wurde 2012 von den Philippinen erstbeschrieben.[3]
- Cycas saxatilis K.D.Hill & A.Lindstr.: Die Heimat der 2008 erstbeschriebenen Art ist die Philippinen-Insel Palawan.[3]
- Cycas schumanniana Lauterb.: Die Heimat ist Papua-Neuguinea.[3]
- Cycas scratchleyana F.Muell.: Das Verbreitungsgebiet reicht von Maluku bis Papuasien.[3]
- Cycas seemannii A.Br.: Das Verbreitungsgebiet reicht von den Inseln des südwestlichen Pazifik bis zu den Torres-Strait-Inseln von Queensland.[3]
- Cycas segmentifida D.Y.Wang & C.Y.Deng: Die Heimat sind die chinesischen Provinzen Guizhou, Yunnan und Guangxi.[3]
- Cycas semota K.D.Hill: Dieser Endemit kommt nur im nördlichen Teil des australischen Bundesstaates Queensland vor.[3]
- Cycas seshachalamensis P.V.C.Rao, N.V.S.Prasad, P.M.Babu, K.Prassad & Prasanna: Die 2016 erstbeschriebene Art kommt in Indien in Andra Pradesh vor.[3]
- Cycas sexseminifera F.N.Wei: Das Verbreitungsgebiet reicht vom chinesischen Autonomen Gebiet Guangxi bis zum nördlichen Vietnam.[3]
- Cycas shanyaensis G.A.Fu: Sie wurde 2006 aus Hainan erstbeschrieben.[3]
- Thailändischer Sagopalmfarn[4] (Cycas siamensis Miq.): Seine Heimat ist Myanmar, Thailand, Vietnam, Laos und Kambodscha.[3]
- Cycas silvestris K.D.Hill: Dieser Endemit kommt nur im nördlichen Teil des australischen Bundesstaates Queensland vor.[3]
- Cycas simplicipinna (Smitinand) K.D.Hill: Die Heimat ist das nördliche Indochina.[3]
- Cycas sphaerica Roxb.: Die Heimat ist das östliche Indien.[3]
- Cycas sundaica Miq. ex A.Lindstr. & K.D.Hill: Die Heimat der erst 2009 neu beschriebenen Art ist die Sunda-Insel Flores.[3]
- Cycas szechuanensis W.C.Cheng & L.K.Fu (inkl. Cycas fairylakea D.Yue Wang): Die zwei Unterarten der Art kommen im zentralen und südlichen China vor.[3]
- Cycas taitungensis C.F.Shen & al.: Die Heimat ist der Landkreis Taitung auf Taiwan.[3]
- Cycas taiwaniana Carruth.: Die Heimat sind die chinesischen Provinzen Guangdong, Guangxi, Hunan und Yunnan.[3]
- Cycas tanqingii D.Y.Wang: Das Verbreitungsgebiet reicht von Yunnan bis zum nördlichen Vietnam.[3]
- Cycas tansachana K.D.Hill & S.L.Yang: Die Heimat ist das zentrale Thailand.[3]
- Cycas terryana P.I.Forst.: Sie wurde 2011 aus Queensland erstbeschrieben.[3]
- Cycas thouarsii R.Br.: Das Verbreitungsgebiet reicht vom östlichen Kenia bis Mosambik, den Komoren, Aldabra und zum östlichen Madagaskar.[3]
- Cycas tropophylla K.D.Hill & P.K.Lôc: Sie wurde 2004 aus Vietnam erstbeschrieben.[3]
- Cycas tuckeri K.D.Hill: Die Heimat ist das nördliche Queensland.[3]
- Cycas vespertilio A.Lindstr. & K.D.Hill: Sie wurde 2008 von den Philippinen erstbeschrieben.[3]
- Cycas wadei Merr.: Die Heimat ist die Insel Culion der Philippinen.[3]
- Cycas xipholepis K.D.Hill: Dieser Endemit kommt nur im nördlichen Teil des australischen Bundesstaates Queensland vor.[3]
- Cycas yorkiana K.D.Hill: Dieser Endemit kommt nur im nördlichen Teil des australischen Bundesstaates Queensland vor.[3]
- Cycas zambalensis Madulid & Agoo: Sie wurde 2005 erstbeschrieben und kommt nur im nordwestlichen Teil der Philippinen-Insel Luzon vor.[3]
- Cycas zeylanica (J.Schust.) A.Lindstr. & K.D.Hill: Die Heimat sind die Andamanen, die Nikobaren und das südliche Sri Lanka.[3]